# Sophia Abrahão (album)
Sophia Abrahão è l'album di debutto omonimo della cantante brasiliana Sophia Abrahão. È stato pubblicato il 16 ottobre 2015 per FS Music e ha venduto oltre 15 000 copie in tutto il Brasile.

## Tracce
1. Se vira – 3:26 (Bruno Caliman, Márcia Araújo)
2. Besteira – 3:36 (Lucas Santos, Rafael Torres)
3. Náufrago – 3:14 (Lucas Santos, Rafael Torres, Bruno Villas)
4. Pelúcia – 2:31 (Bruno Caliman, Fernando Zor, Maloka)
5. Bom dia – 3:17 (Bruno Caliman)
6. Tipo assim – 3:18 (Bruno Caliman)
7. Resposta – 2:55 (Nando Reis, Samuel Rosa) – Cover del brano degli Skank
8. Valeu demais – 3:44 (Bruno Caliman)
9. Ligar pra quê? – 3:28 (Fernando Zor, Maloka)
10. Nós três – 3:08 (Bruno Caliman)
11. Sinal vermelho – 2:58 (Théo Fabbri)